# پالاپاتی
پالاپاتی (به انگلیسی: Pallapatti) یک منطقهٔ مسکونی در هند است که در بخش ورودهونگر واقع شده‌است. پالاپاتی ۲۴٬۳۱۹ نفر جمعیت دارد.